# 貝絲號
 貝絲號（Bess）為一艘2010年啟用的滾裝船，載重6284CEU，由日本的新来島豊橋造船為威爾森船舶服務有限公司建造。

## 簡介
貝絲號於2010年下水，
由新來島豊橋造船(Shin Kurushima Toyohashi Shipbuilding Co., Ltd.)
建造，總噸位為58750噸，船長為199.9米（655英尺10英寸），船寬為32.273米（105英尺10.6英寸），吃水為9.626米（31英尺7.0英寸），深度為25.28米（82英尺11英寸），
乘載汽車數量CEU(Car-Equivalent Units)為6284 CEU，
由威爾森船舶服務有限公司營運。

### Mark V系列
- Tønsberg
- Parsifal
- Tysla
- Salome

### PCTC系列（Pure Car And Truck Carriers）
- Turandot
- Don Juan
- Torrens
- Toledo
- Toronto
- Liberty
- Talia
- Tombarra
- Taipan
- Tomar
- Tortugas
- Toreador
- Porgy
- Torino
- Toscana
- Tongala
- Tosca